# Zákaznická franšíza
Zákaznická franšíza (anglicky Customer franchise) je marketingový nástroj. S běžnou franšízou, jak ji známe např. v podobě velkých fastfoodových řetězců, nemá mnoho společného. Ze strany podniku se jedná o vybudování dlouhodobého vztahu se zákazníkem, který je založen na důvěře a péči o zákazníka a zamezení jeho odchodu ke konkurenci.

## Popis
Zákaznická franšíza je tedy spojena s pocity a chováním zákazníků vůči podniku, budováním silných vztahů, které se v budoucnu stávají důležitým faktorem opakovaných nákupů. Základ konceptu zákaznické franšízy tedy vybudování silného vztahu se zákazníkem, což ale bývá často zaměňováno se značně zjednodušeným pohledem marketingu a prodeje. Ten hodnotí kvalitu vztahu pouze na základě počtu uzavřených obchodů za určité období s vyhlídkou, že tento stav bude nadále pokračovat. I přes fakt, že tento pohled na věc často dostačuje, není výjimkou odchod zákazníka z neznámých důvodů ke konkurenční firmě a to bez jakéhokoli varování. Jedním ze způsobů jak se pokusit tomuto chování zákazníků vyhnout je budování zákaznické franšízy, která poskytuje opravdovou péči o zákazníka řadou výhod (např. spotřebitelské úvěry) a tak vytvořit skutečnou loajalitu zákazníka vůči podniku. V současnosti řada marketérů hovoří v souvislosti se zákaznickou franšízou o zákaznickém kapitálu (propojení zákaznické franšízy s životností prodeje). 
Při zákaznické franšíze dochází ke střetu tvorby poptávky a činností podniku směřující k udržení zákazníků. Zahrnuje upřednostňování značky zákazníkem, nákupní modely a chování zákazníka, preference distribučních cest.

## Prvky tvořící Zákaznickou franšízu
Zákaznická franšíza je tvořena několika vzájemně propojenými prvky:
- Podíl podniku na trhu – jak dominantní postavení má firma na trhu a jaký vliv má při určování nových trendů

- Dostupnost, pohodlí a komfort – jednoduchost jednání s podnikem a snadná dostupnost produktu či služby

- Povědomí – zvyšovat povědomí o podniku či značce u zákazníků na cílovém trhu (reference vlastních zkušeností zákazníků, zpětná vazba, reklama, medializace, Public Relations)

- Reputace – šíření informací o spolehlivosti mezi potenciálními zákazníky

- Image značky – zahrnuje vnímání značky zákazníky a také postoj potenciálních zákazníků vůči současným zákazníkům

- Vztah ke značce – atraktivita, kterou zákazníci pociťují vůči značce

- Stálost – pozitivní zkušenost uživatelů s výrobky či službami (vede k věrnosti zákazníků)

## Budování vztahu se zákazníkem
Cílem podniku by tedy mimo jiné měla být snaha získat co nejvíce loajálních zákazníků. Loajální zákazníci jsou pro podnik z pohledu jeho dlouhodobého vývoje a prosperity mnohem cennější a také výhodnější, než zákazníci jednorázoví. Výhodnost tzv. věrných zákazníků (případně zákazníků věrných značce) lze snadno zdůvodnit tím, že zákazník jednorázový, na rozdíl od zákazníka věrného, přijde nakoupit pouze na základě reklamní či slevové akce. Další výhodnost je plynoucí z dlouhodobého vztahu se zákazníkem z pohledu porovnání nákladů na transakční marketing (jednorázový zákazník a jeho získání) a marketing vztahů (dlouhodobá spolupráce se zákazníky). Dle údajů různých studií jsou náklady využité na transakční marketing až 5x vyšší než náklady využité na dlouhodobou spolupráci a udržení vysoké míry spokojenosti zákazníků. 
Udržet dostatečný počet zákazníků je možné dosáhnout dvěma způsoby. První je snaha znemožnit zákazníkovi odchod vytvořením vysokých bariér, které by mu znemožňovaly přejít k jinému dodavateli. Bariéry mohou být například finanční (vysoké investiční náklady na změnu dodavatele či jeho vyhledání). Druhá a výhodnější varianta je zajišťování vysoké míry spokojenosti zákazníků, což významně snižuje možnosti konkurence podniku získat takovéhoto zákazníka a přimět ho k přechodu od stávajícího dodavatele. Zajišťování vysoké míry spokojenosti zákazníků pak vychází z přání samotných zákazníků. Podnik musí umět dobře naslouchat svým zákazníkům a jejich přáním a stížnostem. Těm ovšem nestačí pouze naslouchat, podnik na ně musí také uspokojivě reagovat. 
Každý podnik či podnikatel by se měl snažit, aby nastavil pro zákazníka takové služby, které by zákazníkovi poskytovaly opravdovou přidanou hodnotu, čímž by se výrazně zvýšila šance, že se zákazník bude opakovaně vracet. 